# ウラジーミル・ドルギフ
ウラジーミル・イヴァノヴィチ・ドルギフ（ドルギーフ、ロシア語: Влади́мир Ива́нович Долги́х、ラテン文字表記の例：Vladimir Ivanovich Dolgikh、1924年12月5日 - 2020年10月8日） は、ソビエト連邦およびロシアの政治家、冶金学者。アンドロポフ、チェルネンコ時代を経てゴルバチョフ時代まで、ソ連共産党政治局員候補兼書記（重工業担当）を勤めた。

## 経歴

### 生い立ち
1924年12月5日、エニセイ県イランスコエ（現在のクラスノヤルスク地方イランスキー）に生まれる。父イワン・イワノヴィチ・ドルギフ（1879年 — 1953年）はイランスコエの鉄道車庫で錠前工であった。母エレーナ・プリメノヴナ・ドルギフ（旧姓ヴァーシリエワ、1889年 — 1988年）は、イワンとの間に4男2女を儲け、ウラジーミルはこの4男として生まれた。イランスキー第61中学校に進み、同校ピオネール委員会議長、同地区コムソモール書記に選出された。

### 第二次世界大戦
独ソ戦が勃発すると、1941年ドルギフは徴兵年齢より1歳年少であったが、軍に志願する。同年10月から戦闘に参加すると同時にクラスノヤルスク対戦車砲学校で訓練の傍ら、政治教育を受けた。1941年12月、第6親衛狙撃師団第25歩兵連隊に所属しモスクワの戦いに従軍している。1942年ソ連共産党に入党している。1943年戦闘中に負傷し、1944年まで入院を余儀なくされた。

### 戦後
ドルギフは、クラスノヤルスクとノリリスクでいくつかの産業、技術関係のポストを歴任した。1969年クラスノヤルスク地方党委員会第一書記となる。1971年には党中央委員に選出された。1972年党中央委員会書記になる。
1982年5月、ソ連共産党中央委員会総会で政治局員候補に選出された。1988年9月、政治局員候補を解任された。
ドルギフは、イルクーツク鉱業金属大学から科学博士候補の学位を授与された。この他の栄典としては、2回社会主義労働英雄の称号を授与されているほか、6回レーニン勲章をはじめ多くの勲章を授与されている。
人脈的にはチェルネンコやモスクワ市党委第一書記だったヴィクトル・グリシンの系譜に連なり、グリシンは自身がソ連共産党書記長に就任した暁には、ドルギフを閣僚会議議長（首相）にするつもりとされていたため、ゴルバチョフ時代の1988年に解任された。
1985年4月3日にスヴェルドロフスク州党委第一書記であったボリス・エリツィンに対して、中央委建設部長を最初に打診した人物であり、こうした縁もあってか、エリツィンは、著書『告白』の中でゴルバチョフ以下、ソ連要人について辛辣な人物評を残しているが、ドルギフに対しては好意的な記述を残している。エリツィンの書記選出に当たっては、エリツィンの性格が時としてあまりにも感情的であると指摘し、これをエリツィンが問いただしたところ、ドルギフは政治局会議での発言を繰り返し、エリツィンは、その率直さに信頼感を抱いたと回想している。

### ソ連崩壊後
2011年からは統一ロシアからロシア連邦議会下院国家会議選挙に立候補し下院議員に当選している。2013年からはモスクワ市のセルゲイ・ソビャーニン市長によって上院連邦会議モスクワ市政府代表に任命された。
2020年10月8日死去。95歳没。